# Oroxenofrea spiculata
Oroxenofrea spiculata là một loài bọ cánh cứng trong họ Cerambycidae.